# Jan Ligęza (matematyk)
Jan Stanisław Ligęza (ur. 7 maja 1944 w Zabrodziu, zm. 10 stycznia 2025 w Katowicach) – polski matematyk, dr hab., profesor UŚ.

## Życiorys
W 1968 r. ukończył studia matematyczne na Uniwersytecie Śląskim w Katowicach, w 1975 r. obronił pracę doktorską, w 1988 r. habilitował się. Od 1992 roku pełnił w Instytucie Matematyki funkcję profesora Uniwersytetu Śląskiego.
Był pracownikiem naukowym w Instytucie Matematyki na Wydziale Matematyki, Fizyki i Chemii Uniwersytetu Śląskiego w Katowicach i na Wydziale Grafiki i Informatyki Śląskiej Wyższej Szkole Informatyczno-Medycznej w Chorzowie. Zajmował się równaniami różniczkowymi, w tym teorią słabych rozwiązań, teorii dystrybucji i rozwiązaniami dystrybucyjnymi, rozwiązaniami należącymi do algebry Colombeau, problemem mnożenia dystrybucji oraz kwestią dodatniości rozwiązań równań różniczkowych zwyczajnych.